# Clerodendrum
Clerodendrum es un género de  plantas fanerógamas perteneciente a la familia de las lamiáceas, anteriormente se encontraba en Verbenaceae. Comprende 701 especies descritas y de estas, solo 327 aceptadas.

## Distribución
El género es nativo de zonas templadas y regiones tropicales del mundo, con la mayoría de las especies en África tropical y sur de Asia, pero con algunas especies en los trópicos de América y norte de Australasia, y otros pocos en el este de Asia. 

## Descripción
Son arbustos, lianas, y pequeños árboles que alcanzan 1-12 metros de altura, con hojas opuestas.  Hojas simples o lobadas, opuestas o verticiladas. Inflorescencias cimosas, axilares o usualmente terminales, paniculadas, o en corimbos terminales, pedunculadas, brácteas generalmente foliáceas, flores blancas, azules o rojas; cáliz campanulado, 5-dentado o 5-lobado; corola hipocrateriforme recta o curvada, 5-lobada; estambres 4, didínamos, exertos. Fruto drupáceo, globoso, frecuentemente 4-sulcado, 4-lobado; cáliz fructífero envolviendo al fruto, cupuliforme y subyacente.
Especies de Clerodendrum las usan de alimento las larvas de algunas especies de lepidópteros, incluyendo Endoclita malabaricus y Endoclita sericeus.

## Taxonomía

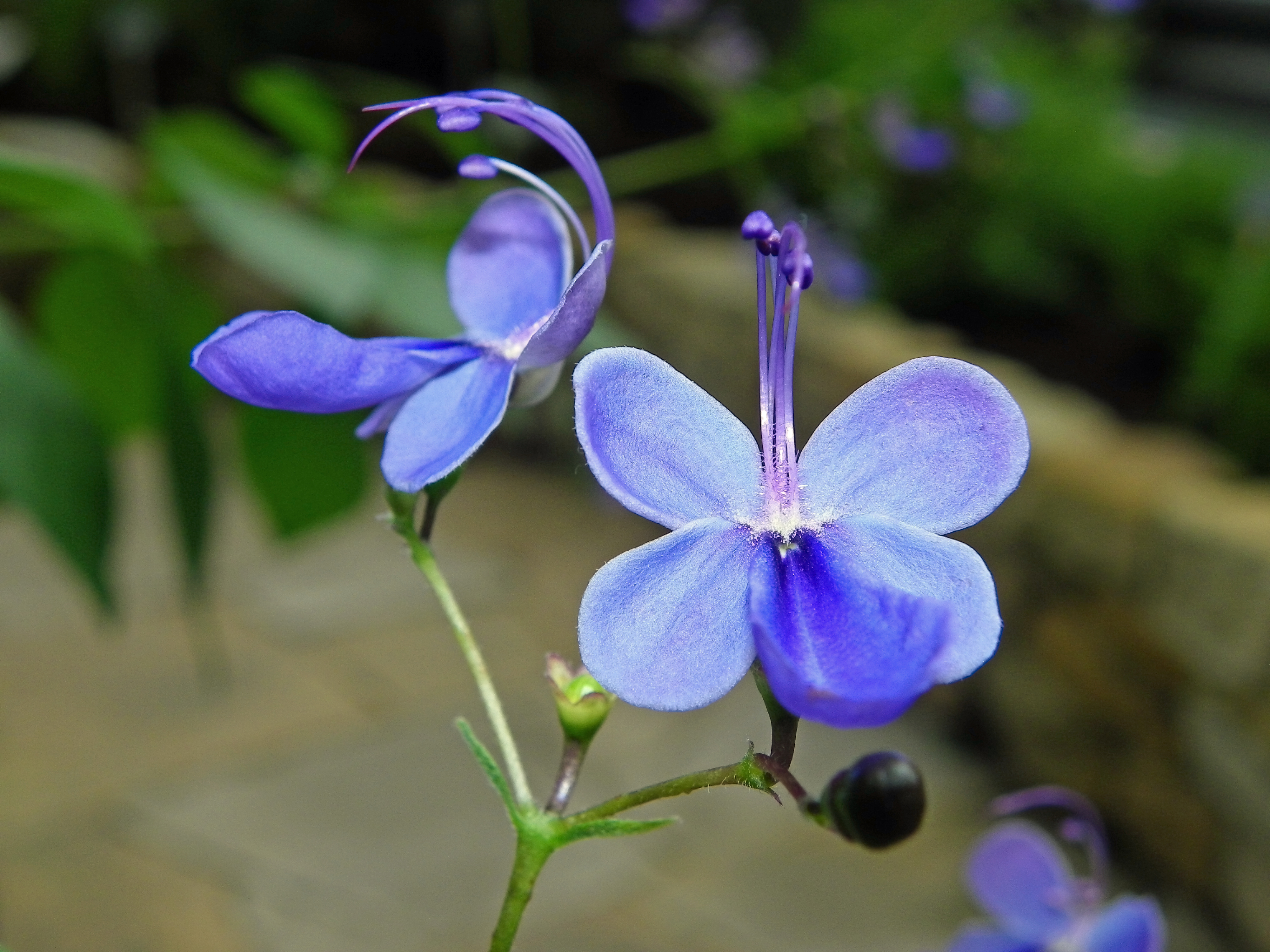
Rotheca myricoides - Blue Butterfly Bush.

El género fue descrito por Carlos Linneo y publicado en Species Plantarum 2: 637. 1753. La especie tipo es: Clerodendrum infortunatum L.
Etimología
Clerodendrum: nombre genérico que deriva de las palabras griegas: kleros = (clero) y dendron =  (árboles), fue acuñado por Linnaeus que se enteró de que las plantas estaban en uso por el clero de la población de Sri Lanka.

## Especies seleccionadas
| - Clerodendrum brachystemon - Clerodendrum bracteatum - Clerodendrum bungei - Clerodendrum canescens - Clerodendrum chinense - Clerodendrum colebrookianum - Clerodendrum confine - Clerodendrum cubense - oviedo amarillo - Clerodendrum cyrtophyllum - Clerodendrum ervatamioides - Clerodendrum fortunatum - Clerodendrum fragrans - Clerodendrum garrettianum - Clerodendrum glabrum - Clerodendrum griffithianum - Clerodendrum hainanense - Clerodendrum henryi - Clerodendrum indicum - Clerodendrum inerme - Clerodendrum intermedium | - Clerodendrum japonicum - Clerodendrum kaichianum - Clerodendrum kiangsiense - Clerodendrum kwangtungense - Clerodendrum lindenianum - roble guayo de Cuba - Clerodendrum lindleyi - Clerodendrum longilimbum - Clerodendrum luteopunctatum - Clerodendrum mandarinorum - Clerodendrum paniculatum - Clerodendrum peii - Clerodendrum serratum - Clerodendrum subscaposum - Clerodendrum tibetanum - Clerodendrum thomsoniae - Clerodendrum tomentosum - Clerodendrum trichotomum - Clerodendrum villosum - Clerodendrum wallichii - Clerodendrum yunnanense |